# Roger Fridrici
Roger Fridrici, né le 19 mars 1897 à Metz (alors en Alsace-Lorraine, Empire allemand) et mort dans la même ville le 7 mars 1981, est un membre de l'administration préfectorale, actif dans la Résistance, qui joue un rôle important dans l'établissement de la Maison d'Izieu, en 1943.

## Biographie
Roger Fridrici est né le 19 mars 1897 à Metz, en Moselle.
Son père, Edmond Fridrici, est né à Metz en 1849. Ingénieur chimiste, il tente d'introduire en Moselle la culture de la betterave et l'industrie sucrières. Les milieux agricoles de l'époque font échouer ses projets. Il est membre de la Société d'Histoire Naturelle de la Moselle dès 1881, et son archiviste-trésorier de 1892 à 1901. Il meurt en 1902.  Roger Fridrici, le dernier né de ses trois enfants, n'a que 4 ans.

### La Maison d'Izieu
Miron Zlatin,  directeur de la maison d’Izieu dans l'Ain, juif de Russie né à Orcha en 1904, issu d'une famille aisée, est le mari de Sabine Zlatin, plus connue comme la Dame d'Izieu. Lors de la Seconde Guerre mondiale, le couple prit une part active dans le sauvetage d'enfants juifs à partir des camps (en particulier d'Agde, de Rivesaltes, de Gurs). Avec l'aide du préfet délégué de l'Hérault, Jean Benedetti, de son secrétaire général Roger Fridrici, et de Pierre-Marcel Wiltzer, sous-préfet de l'arrondissement de Belley dans l'Ain, Sabine, en avril 1943, choisit Izieu pour y ouvrir la "colonie d'enfants réfugiés de l'Hérault". Izieu était en effet alors situé dans la zone d'occupation italienne, exempte de persécutions antisémites et, de plus, à proximité de la Suisse.
Nommé préfet délégué de Montpellier en novembre 1941, Jean Benedetti délivre, avec ses adjoints, Camille Ernst, secrétaire général et Roger Fridrici, chef de bureau du cabinet, plusieurs centaines de certificats d'hébergement qui permettront d'exfiltrer avec le concours de l'OSE de très nombreux enfants des camps d'internement  ,,. Il évite également l'arrestation imminente de plusieurs dirigeants du mouvement de résistance Combat.  Nommé en 1944 à Avignon, et à la suite d'une intense campagne de dénonciation menée par les partis collaborationnistes et notamment le rassemblement national populaire de Marcel Déat, il est arrêté le 10 mai 1944 sur ordre du général SS Oberg, pour son appartenance avec dix autres membres du corps préfectoral au réseau Super-NAP (pour super noyautage des administrations publiques). Dans le même temps, son épouse (nom de code Marceau) œuvre au sein du réseau Nestlé-Andromède, puis au BCRA. Elle sera décorée de la Légion d'Honneur à titre militaire et de la Croix de guerre avec palme. Déporté à Flossenbürg, il revient d'Allemagne à la libération du camp par les troupes de la 90 division d'infanterie de la 3e armée américaine, le 23 avril 1945.

## Œuvres
- Roger Fridrici. André Bellard (1890-1969)). Société d'histoire naturelle de la Moselle, 23, 40e bull, 1970[17]

## Reconnaissance
L'historienne Katy Hazan note dans sa conférence du 8 mars 2011, à l'École militaire, intitulée A propos du sauvetage des Enfants Juifs: "Ni Jean Benedetti, ni Roger Fridrici n'ont été reconnus comme justes parmi les nations"...